# Nazionale femminile di pallamano del Belgio
La nazionale di pallamano femminile del Belgio rappresenta il Belgio nelle competizioni internazionali di pallamano femminile e la sua attività è gestita dalla federazione di pallamano del Belgio.

## Competizioni principali
Al 2017, la nazionale belga non ha partecipato a nessun torneo internazionale.